# Diels-Reese-Reaktion
Die Diels-Reese-Reaktion ist eine Namensreaktion in der organischen Chemie. Sie wurde erstmals 1934 von dem deutschen Chemiker Otto Diels (1876–1954) und Johannes Reese beschrieben. Es handelt sich um eine Reaktion zwischen Acetylendicarbonsäuredimethylester (oder verwandten Estern) und Hydrazobenzol.

## Zur Reaktion
Der genaue Reaktionsmechanismus ist nicht bekannt. Bei dem vorgeschlagenen Mechanismus handelt es sich um eine Additionsreaktion zwischen Hydrazobenzol und Acetylendicarbonsäuredimethylester (blau). Das resultierende Addukt 1 kann unter verschiedenen experimentellen Bedingungen in drei verschiedene heterozyklische Verbindungen umgewandelt werden. Dies geschieht durch Änderung der sauren oder basischen Natur des Lösungsmittels. Mit Essigsäure als Lösungsmittel (sauer) ergibt die Reaktion ein Diphenylpyrazolon 2. Unter Erhitzen und mit Xylol als Lösungsmittel (neutral) ergibt die Reaktion ein Indol 3. Mit Pyridin oder Picolin als Lösungsmittel (basisch) ergibt die Umsetzung ein Carbomethoxychinolin 4: